# 三浦糀
三浦 糀（みうら こうじ、1995年3月28日 - ）は、日本の漫画家。宮城県仙台市出身。女性。
武蔵野美術大学芸術文化学科出身。

## 経歴
2013年、結城智史名義にて『thirst』で第91回週刊少年マガジン新人漫画賞佳作受賞。マガジンSPECIALに掲載。
そして2015年、マンガボックスで『青空ラバー』を連載。
読切『先生、好きです。』がマンガボックス読み切りコンペで優勝し、『週刊少年マガジン』2017年25号に掲載。同誌の2018年4・5号から連載。
2019年、あまみ名義にて第4回ガリョキンPro準キングを受賞。その後『ぱらそる同盟』をジャンプGIGA 2020 SPRINGと『少年ジャンプ+』に掲載。
ペンネームを三浦糀に戻し、『週刊少年ジャンプ』2020年35号に『アオのハコ』を読切センターカラーで掲載。
2021年4月、『週刊少年ジャンプ』同年19号にて『アオのハコ』を表紙・巻頭カラーで連載開始。

## エピソード
「ジャンプの漫画学校」第1期卒業生である。
高校卒業まで宮城県仙台市で育つ。
趣味・特技はバドミントン、好きな漫画は『HUNTER×HUNTER』と『ヒカルの碁』。
中学2年生の頃に読んだ『バクマン。』がきっかけで漫画家を目指すようになる。中学3年生で初めて作品を雑誌に投稿、高校在学中の3年間で8本を投稿したほか、仙台に来たジャンプの出張編集部に持ち込みも行った。
その後武蔵野美術大学に合格し上京。18歳でプロデビュー、20歳頃に初の連載を持つ。詳細は経歴および作品の項目を参照。

## 作品

### 漫画作品
- 凡例
  - 太字は連載作品
  - 〈掲載誌〉WJ：週刊少年ジャンプ /  GIGA：ジャンプGIGA（集英社）、WM：週刊少年マガジン、MP:マガジンポケット、SPECIAL:マガジンSPECIAL（講談社）、MB:マンガボックス（マンガボックス）
  - 〈収録〉青:青空ラバー / 先:先生、好きです。 / ア:アオのハコ

|  | 連載作品 |  | 読切作品 |

|    | 作品名           | 掲載誌                                                           | 収録 | 注記 |
| -- | ---------------- | ---------------------------------------------------------------- | ---- | --- |
| 1  | よくと           | マガメガ公式サイト                                               | 未   | 妖怪退治がテーマの作品。デビュー作。第90回週刊少年マガジン新人漫画賞特別奨励賞。27P。「結城智史」名義。 |
| 2  | thirst           | SPECIAL 2014年1月号                                              | 未   | 願い事がテーマの作品。第91回週刊少年マガジン新人漫画賞佳作。46P。「結城智史」名義。                     |
| 3  | 青空ラバー       | MB2015年第38号 - 2016年15号                                      | 青   | 卓球がテーマの作品。初連載                                                                              |
| 4  | 先生、好きです。 | MP 2017年1月25日 WM 2017年25号                                   | 未   | 連載版のプロトタイプ                                                                                    |
| 5  | 先生、好きです。 | WM 2018年4・5合併号 - 2018年28号 MP 2018年7月4日 - 2018年8月29日 | 先   | ラブコメ漫画。                                                                                          |
| 6  | ハルの恩返し     | WM 2019年52号                                                    | 未   | 恩返しラブコメ漫画。                                                                                    |
| 7  | ぱらそる同盟     | GIGA 2020 SPRING                                                 | 未   | 双子入れ違いラブコメ漫画。50P。「あまみ」名義。                                                         |
| 8  | アオのハコ       | WJ 2020年35号                                                    | 未   | 連載版のプロトタイプ。47P                                                                               |
| 9  | アオのハコ       | WJ 2021年19号 -                                                  | ア   | ラブストーリー漫画。                                                                                    |
| 10 | どくどく         | WJ 2024年39号                                                    | 未   | 原作担当、作画：松浦健人。                                                                              |

### その他

#### イラスト
- Galileo Galilei『とりあえず今は』（2025年、ジャケットイラスト）[19]

## 関連人物

### 師匠
- 日向武史